# Ееро Гейнялуома
Ееро О́лаві Гейнялуома (фін. Eero Olavi Heinäluoma; нар. 8 липня 1955, Коккола, Фінляндія) — фінський політик лівого спрямування. Лідер Соціал-демократичної партії Фінляндії (2005—2008). Колишній віце-прем'єр та міністр фінансів. Спікер парламенту (Едускунта) Фінляндії (з 23 червня 2011).

## Біографія
2005 на посаді голови Соціал-демократичної партії Фінляндії замінив Пааво Ліппонена. Тоді ж став міністром фінансів в уряді Матті Ванганена. На виборах 2007 року його партія здобула 45 мандатів Едускунти, що стало найгіршим результатом з 1962 року. 2008 здав повноваження голови партії на користь Уутти Урпілайнен, яка згодом стала також міністром фінансів.
23 червня 2011 обраний спікером фінського парламенту.

## Родина
Одружений, троє дітей.